# Ectobius pallidus
Ectobius pallidus (лат.) он же светлый древесный таракан — вид тараканов из семейства Ectobiidae. Встречается на юге Англии, Бельгии, Франции, Нидерландах, Германии, Швейцарии, Италии, Испании и Португалии; в Северной Африке: Алжир и Тунис. Теперь известно, что он был завезен в Северную Америку.

## Описание
Имаго длиной от 8 до 9,5 мм. Могут летать. Светло карего или соломенного цвета с равномерной окраской с небольшими точками. Тельце короткое и округлое. Нимфы светлые. Обитает в юго-западной, западной и центральной Европе. Естественная среда обитания — леса, луга. Активен в ночное время с апреля по октябрь, особенно в тёплые дни. Питается растительной гнилью. Не является вредителем, попав в жильё, погибает через несколько дней. Этих насекомых привлекает свет в жилищах. Люди часто путают его с прусаком и другими вредителями.

## Подвиды
Выделяют следующие подвиды:
- Ectobius pallidus chopardi Adelung, 1917
- Ectobius pallidus minor Ramme, 1923
- Ectobius pallidus pallidus (Turton, 1806) — typus
- Ectobius pallidus punctulatus (Fieber, 1853)